# Taj-ul-Masajid
Taj-ul-Masajid est une mosquée située à Bhopal, en Inde. Le nom est également orthographié comme Taj-ul-Masjid. Le nom correct est Taj-ul-Masajid et non Taj-ul-Masjid. [citation nécessaire] Masajid signifie « mosquées », pluriel de masjid et Taj-ul-Masajid signifie littéralement « Couronne parmi les mosquées ». Il s'agit de la plus grande mosquée en Inde et l'une des plus grandes mosquées en Asie,.

## Histoire
La construction du Taj-ul-Masajid a été commencée par la Nabab de Bhopal Shah Jahan Begum, dans le nouveau faubourg fortifié de Shahjahanabad. L'année exacte où la construction a commencé est incertaine; Sharma l'estime à 1871. La structure est conçue par Muhammad Raushan, un architecte delhiite,,, au milieu de trois plans d'eau, à savoir: Le Talab Munshi Hussain, le Talab Noor Mahal et le Talab Motia.
Après le décès de Shah Jahan Begum en 1901, l'édification de la mosquée est continuée par sa fille Sultan Jahan Begum, jusqu'à la fin de sa vie. La mosquée n'a pas été achevée en raison de manque de fonds, et les chantiers n'ont pu reprendre qu'en 1971, pour prendre fin en 1985.
Durant la pandémie de COVID-19, la mosquée a été utilisée comme centre de vaccination.

## Architecture
Le Taj-ul-Masajid s'inscrit dans le style architectural moghol. La mosquée a une façade rosâtre et est surmontée de trois dômes en marbre. Le bâtiment principal est flanqué de deux minarets de 18 étages et 67 mètres de hauteur. Certains affirment que la mosquée une réplique du Jama Masjid de Delhi, tandis que d'autres y voient une influence du Badshahi à Lahore,. 

## Congrès annuel
Le Bhopal Tablighi Ijtema, un congrès religieux annuel de trois jours organisé par le Tablighi Jamaat, avait lieu dans cette mosquée jusqu'en 2004. L'évènement a été déplacé depuis à Ghasipura (11 km de Bhopal), en raison de manque d'espace face à l'affluence.

## Galerie

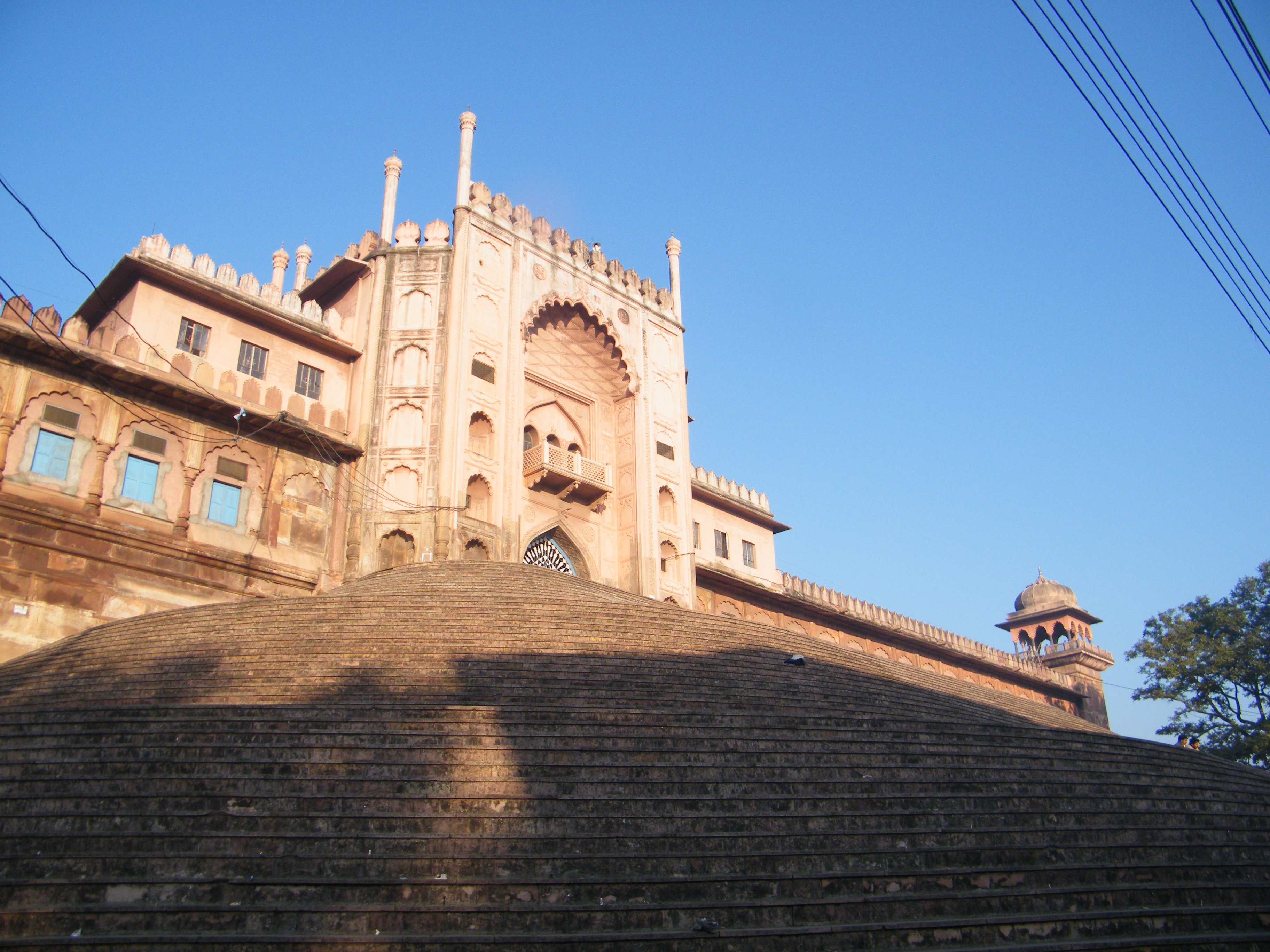
Taj-ul-Masajid.
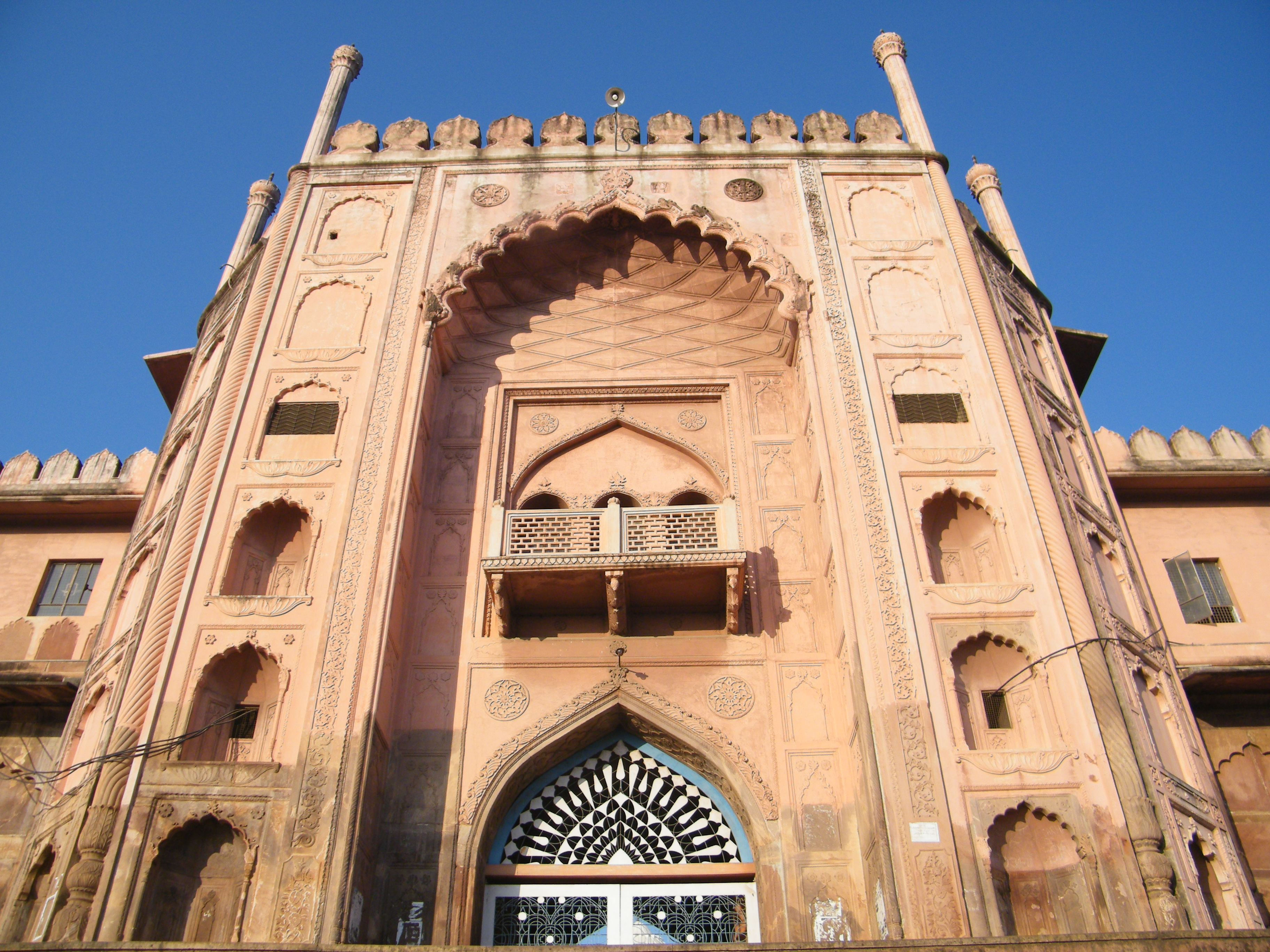
Porte d'entrée du Taj-ul-Masajid.
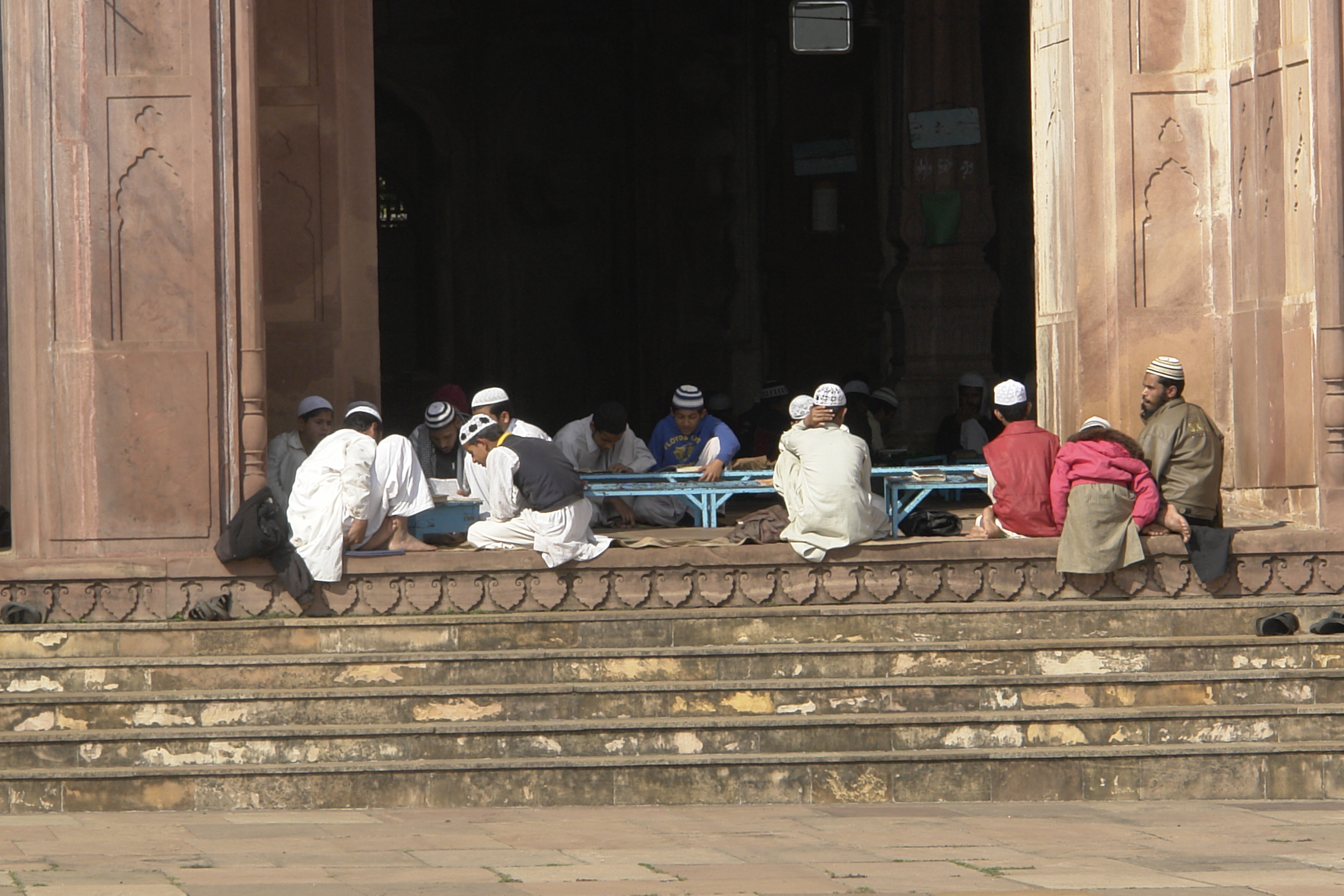
Médersa dans le Taj-ul-Masajid.